# Y Canis Minoris
Y Canis Minoris är en pulserande variabel av RR Lyrae-typ (RRAB/BL)  i stjärnbilden Lilla hunden. 
Stjärnan varierar mellan visuell magnitud +13,60 och 14,85 med en period av 0,486612 dygn eller 11,6787 timmar.